# Una película de huevos
Una película de huevos és una pel·lícula mexicana d'animació produïda per Huevocartoon. Dirigida per Rodolfo Riva Palacio i Gabriel Riva Palacio i escrita pel primer, produïda per Carlos Zepeda i Elisa Salinas, és el primer llargmetratge de Huevocartoon. La pel·lícula combina elements d'animació 2D i 3D.
L'animació de la pel·lícula va ser realitzada a l'Argentina per Focus, sota la direcció de producció de Claudio Groppo, amb serveis de producció de l'estudi Hook Up Animation sota la direcció de Huevocartoon Produccions. Amb un planter aproximat de noranta artistes i per un lapse de més de tretze mesos, Hook Up Animation va estar a càrrec de l'elaboració i direcció de l'animació 2D i 3D, incloent la direcció d'art, dissenys de personatges i dissenys de fons, generant més de 150.000 dibuixos originals. La producció d'àudios i disseny de màrqueting i publicitat van ser realitzades a Mèxic directament per Huevocartoon Producciones.
La pel·lícula va ser premiada en 2007 pel PECIME (Periodistes de Cinema) amb la Diosa de Plata i per l'Acadèmia d'Arts i Ciències Cinematogràfiques de Mèxic amb el Premi Ariel a la millor pel·lícula d’animació.
Es ressalta la participació de les bandes Coldplay i Yellowcard amb les seves cançons Speed of Sound i Lights and Sounds en la pel·lícula.

## Argument
La història comença amb el naixement d'un petit ou anomenat Toto. La seva mare enyora que Toto sigui un gran pollastre pel que l'estima molt. Tot és un esdeveniment fins que Toto és separat de la seva mare a causa de la comercialització d'ous i és posat amb altres ous per a ser lliurats a un supermercat.
En això, és comprat per una dona qui alimenta a tota la seva família a base d'ous. Hi acaba a l'ouera; coneix Willy, un ou guaita que tracta de fugir de la cuina al costat d'altres ous. Com Toto és el nouvingut, Willy li conta que el desdejuni de la família és un lloc de tortures pels ous, per la qual cosa es planeja una fugida col·lectiva entre els ous. Després d'una breu organització, tots els ous fugen a excepció de Toto i Willy, que són capturats pel gat mascota de la família i intenta devorar-los, però falla pel fet que fa estralls dins de la casa i mentre tracta de menjar-se els ous, és castigat per la seva propietària.
L'endemà al matí, Toto manté el seu somni de no ser el desdejuni d'algú i convertir-se en un pollastre i se’n va, segons ell, a la granja on va néixer. Però Willy no vol que Toto el deixi sol i s'inventa una mentida de com arribar a les "Granjas: El Pollón", lloc on es crien els millors pollastres. Toto accepta que Willy el segueixi, se’ls uneix una cansalada i plegats inicien la seva gran "aventura". Primer, recorren la ciutat sencera dins d'una sanvitxera rodant pels carrers i acaben finalment en un clavegueram escapant de Tlacua i Cuache, dos tlacuaches desafortunats que només busquen alguna cosa de menjar.
Després de fugir dels tlacuaches i escapar dels embornals, Toto, Willy i Tocino arriben una fira d'on es queden a observar l'espectacle de Bibi, una petita ou acròbata i Willy s'enamora d'ella a primera vista. Mentrestant, la mare de Toto al costat de dues de les seves amigues arriben a una granja on es troben amb unes gallines que parlen un altre "idioma" possiblement Gallines-xinès i una de les amigues de la mare de Toto que va anar d'intercanvi cultural els pregunta sobre Toto, però la resposta era negativa i li diuen que els ous que escapen de la ciutat acaben a Granges "El Pollon" i les tres se’n van.
Mentrestant, els ous i la cansalada arriben a la granja de rèptils, on un cocodril els té empresonats al costat dels seus sequaços i fills, però són rescatats per Bibi i els seus germans que el porten al lloc dels ous de confeti, on el seu líder Confi accedeix a que es quedin a passar la nit. Enmig de la festa, Willy després de parlar amb Bibi, li diu a Toto tota la veritat: no sap com arribar a les "Granges: El Pollón". Toto s'enfada molt, l’insulta, se’n va de la fira indignat i Tocino el segueix i malgrat no parlar tracta de convèncer-lo que es quedi, però Toto insulta a Tocino i se’n va. Mentre Toto abandona la fira, entren els ous de rèptil a la festa dels ous de confeti i capturen Willy, Bibi i als seus germans, però no Tocino i Toto. En adonar-se de la situació dels seus amics, Tocino buscarà a Toto.
L'endemà, Tocino finalment troba a Toto qui és a punt d'anar a les Granges "El Pollón" en un camió i per mitjà de senyals, li diu que Willy i els altres estan en perill; al principi, Toto no li dona molta importància, però després pensa sobre una situació on Willy el va salvar de ser aixafat per un cotxe a la ciutat, per la qual cosa acompanya Tocino cap a la fira. De sobte, veuen que Willy i Bibi seran "atropellats" al carril de vies de la muntanya russa, mentre que Bebe i Bubi seran menjats pel pare de Coco. Alliberen Bebe i Bubi, però és impedit pels ous de rèptil. Després, Confi es presenta al costat de l'Ou Líder i els ous que van ser alliberats gràcies a Toto i Willy pel que, es desferma una guerra campal entre els amics de Toto i Willy contra els ous de rèptil.
Al final, els ous de rèptil fan les paus amb els altres, Serp és atrapat per Confi i Coco decideix confrontar-lo i el llança amb tanta força que, es perd al cel.
Mentrestant, Willy decideix portar Toto a complir el seu somni de ser pollastre juntament amb Tocino. Primer, Willy atrapa i doma un colom i li diu a Toto que pugi, i aquest últim s'acomiada dels seus amics abans de partir.
En arribar a les granges, es reuneix amb la seva mare (que va arribar a les granges per a buscar al seu fill), per complir el somni de ser pollastre i Willy s'acomiada juntament amb Tocino i tots dos se’n van.
Després d'un temps, Toto es va convertir en pollastre i tots fan una gran festa en honor de Toto, al costat de Willy, Tocino, Bibi, Coco i els seus amics.
Abans dels crèdits, apareixen Tlacua i Cuache conversant sobre la seva dissort de no poder menjar però és quan apareix Serp caient del cel (després de ser llançat per Coco) pel que Tlacua i Cuache el persegueixen per menjar-se'l.

## Personatges

### Personatges principals
- Toto: És un ou sagaç i simpàtic, encara que seriós, que va ser tristament separat de la seva mare i importat a una botiga. Té l'esperança de trobar a la seva mare i convertir-se en un pollastre de granja. És molt seriós quant al seu somni i odia que retardin els seus plans. Durant l'organització de la fugida, Toto és nomenat "Ou corredor" (ou que distrauria al gat mentre els altres fugien). L'Ou Líder es refereix a ell com a "Soldat Pompis" (pel fet que no escolta molt bé). Té el costum de vomitar quan sofreix emocions fortes.
- Willy: És un ou agosarat i presumit. Freqüenta els acudits de doble sentit i és massa bromista, però amb gran por a la solitud. És molt parlador i presumit, pel que Toto no el suporta. Té el rang de "Sergent". S'enamora a primera vista de Bibi, igual que ella.
- Tocino: És un tros de cansalada de molta resistència, però amb poca intel·ligència. És mut, per la qual cosa usa senyals per a comunicar-se ja que possiblement no parla "Ou". D'alguna forma, és qui més d'involucra en els fets entre Toto i Willy.
- Bibi: És una ou acròbata que viu en un escenari a un parc de diversions. És la germana menor de Bebe i Bubi. S'enamora de Willy a primera vista, al mateix temps que ell. Té dos germans: Bebe i Bubi; els qui, igual que Bibi, són acròbates i el xou el fan els tres.
- Coco: És un ou de cocodril que somia amb ser una gran actor de teatre, però amb la missió de destruir ous de gallina per obligació del seu pare. Vol alhora honrar al seu malvat pare i a no avergonyir-lo entre els altres rèptils. És el líder de la colla d'Ous de rèptil. L'Ou Líder es refereix a ell com a "Cap Socors". Encara que no ho comenta, li desagrada el so de cascavell de Serp.
- Serp: És un ou de serp. És cruel i manipulador, de temperament curt. És amic de Coco, però aprofita la ingenuïtat d'aquest per beneficiar-se a si mateix. D'alguna forma, és la ment criminal dels Ous de rèptil, superant l'autoritat de Coco. Sovint sona el cascavell de la seva cua i adora trencar ous de gallina. És l'antagònic principal de la pel·lícula juntament amb el pare de Coco.

### Personatges secundaris
- Bebe i Bubi: Són els germans de Bibi. Encara que la seva germana és acròbata, ells són escapistes. Bubi és el germà gran, i es vesteix amb peces blaves. D'altra banda, Bebe és el segon germà, és cepat i usa peces vermelles.
- Iguano: És un ou d’iguana, i és el més gran de tots els Ous de rèptil. A més, és la mà dreta de Coco. La seva intel·ligència és molt baixa i és el "conillet d'índies" dels Ous de rèptil. Té una actitud "cavernària" i ataca amb un gran mall.
- Lagartijo: És un ou de sargantana. És una cosa neuròtica de personalitat poc coneguda i sofreix deliri de persecució.
- Torti: És un ou de tortuga al qual li resulta molt difícil parlar per la seva lentitud. Les seves dents són com a fortes pinces i és l'únic quadrúpede dels Ous de rèptil.
- Ou Líder: És el general i cap dels Ous Militars. No escolta molt bé i parla amb accent alemany. La seva aparença és similar a Hitler
- Huevay II: És un ou de xocolata (paròdia a les persones de color). Es diu que ve del Brasil pel seu aspecte però té un accent del Carib, i la seva manera de parlar s'assembla pels Ous-Bongo, personatges de Huevocartoon.com.
- Confi: És el líder dels Ous de confeti. Pel fet que el seu nom és igual a la dels altres ous de confeti, es diferencia pel paper blau que porta al seu cap. És molt eixelebrat, bromista i despistat.
- Tlacua i Cuache: Són dos tlacuaches que simplement desitgen alguna cosa de menjar. Es diu que creïn en el destí. La seva personalitat i accent es basen en els Ous Rancheros, personatges de Huevocartoon.com.

### Grups
- Ous militars: És un conjunt d'ous que formen part d'un exèrcit. És liderizada per l'Ou Líder com a "general", seguit de la "major" Clara, els "tinents" bessons Gogo i Pepe, Willy com a Sergent, i al final són afegits Coco com a "cap" i Toto com a "soldat".
- Ous de rèptil: És una colla d'ous provinents del pou dels rèptils on Coco és el líder. Tendeixen a ser una mica ximples, despistats però molt forts.
- Ous de confeti: És un grup d'ous emplenats amb confeti. Post la seva ideologia, fan una paròdia dels Hare krisna i del moviment hippie.

## Repartiment principal
- Bruno Bichir com Toto
- Carlos Espejel com Willy
- Angélica Vale com Bibi
- Rodolfo Riva Palacio com Coco/Iguano/Cuache
- Gabriel Riva Palacio com Serp/Confi/Torti
- Fernando Meza com Tlacua/Lagartijo
- Humberto Vélez com Huevay II
- Enzo Fortuny com Bebe
- Mario Filio com Bubi
- Carlos Cobos com Ou efeminat
- Blas García com Ou Líder

## Estrena
La pel·lícula es va estrenar als cinemes de Mèxic el 21 d'abril de 2006 i es va convertir en un èxit comercial, amb una recaptació de 142,3 milions de pesos (7,6 milions de dòlars), i té el rècord de la pel·lícula de la desena pel·lícula més taquillera produïda a Mèxic de tots els temps.
La pel·lícula, juntament amb la seva successora, es va estrenar en DVD als Estats Units com a "2-Pack". Tot i això, cap de les dues pel·lícules no va arribar a la cartellera dels Estats Units i foren publicades publicades en un format important a causa del seu caràcter "racista" i "violent", que incompleix el codi d'humor americà dins de la indústria.

## Videojoc
L'any 2010 es va llançar el primer videojoc de Huevocartoon basat i amb tots els personatges de la pel·lícula i es diu "Un Juego de Huevos". El videojoc va ser llançat i adquirit en l'estrena de llançament de la consola Zeebo en Mèxic i també el joc es va estrenar tant en Mèxic com en el Brasil amb el nom "Um Jogo de Ovos", El videojoc va estar disponible solo per a la consola Zeebo com es va promocionar amb el joc.

## Seqüela
Otra película de huevos y un pollo és el títol d'aquesta segona part l'estrena de la qual va ser el 20 de març de 2009, Rodolfo, Gabriel Rivapalacio, Carlos Zepeda i la seva coproducció. La cinta compta amb les veus de Bruno Bichir, Angélica Vale i Carlos Espejel, además de Darío T. Pie i Lucila Mariscal. El pressupost d’Otra película de huevos y un pollo duplica la xifra destinada a la seva predecessora, la qual cosa va permetre que en aquesta ocasió s'incrementessin les eines tecnològiques que donen forma a la pel·lícula. En aquesta pel·lícula novament se signa un contracte de serveis de producció a l'Argentina amb Claudio Groppo com a Director de Producció qui forma una societat nova anomenada Mamà Gallina Animation amb Huevocartoon.
També, té una tercera part anomenada Un gallo con muchos huevos que va ser estrenada el 20 d'agost de 2015 com aquesta després seriosa la pel·lícula animada més taquillera i reeixida del cinema mexicà. El 2020 s'estrenarà el que seria la quarta pel·lícula de la saga Un rescate de huevitos i la segona també que es farà completament en animació 3D.

## Transmissió
Canal de las Estrellas, Canal 5
 Cartoon Network, TNT, I.Sat